# Tue og Tony på P3
Tue og Tony på P3 var et radioprogram på Danmarks Radios P3.
Programmet sendtes første gang i januar 2016 - og var en genopfindelse af det tidligere succes-program, Pressen på P3.
Det er fortsat de to radioværter Tue Blædel og Tony Scott Jakobsen, der er værter på programmet. 